# Лебанон (Кентаки)
Лебанон (енгл. Lebanon) град је у америчкој савезној држави Кентаки.

## Демографија
По попису из 2010. године број становника је 5.539, што је 179 (-3,1%) становника мање него 2000. године.
| Група             | 2000.         | 2010.         |
| Белци             | 4.427 (77,4%) | 4.039 (72,9%) |
| Афроамериканци    | 1.139 (19,9%) | 1.037 (18,7%) |
| Азијати           | 42 (0,7%)     | 53 (1,0%)     |
| Хиспаноамериканци | 59 (1,0%)     | 243 (4,4%)    |
| Укупно            | 5.718         | 5.539         |